# Видерт, Август Фёдорович фон
 Август Фёдорович фон Видерт (нем. Friedrich August Ludwig Viedert; 1825, Рига — 1888, Санкт-Петербург) — российский писатель и переводчик немецкого происхождения.

## Биография
Родился 9 (21) мая 1825 года в немецкой театральной семье. Отец Видерта был подданным Саксонии. После того как его родители развелись, Видерт приехал в Москву.
В 1852—1856 годах жил в Германии, активно пропагандировал русскую словесность. Выступал с публичными чтениями, печатал свои переводы в различных периодических изданиях Германии, в том числе в выходившей в Санкт-Петербурге газете «Sankt Petersburger Zeitung». Был сотрудником многих русских журналов и газет («Отечественные записки», «Московские ведомости», «Московское обозрение», «Санкт-Петербургские ведомости»), которые охотно помещали его письма из-за границы, его статьи о литературе, искусстве и вообще о жизни Германии; особое внимание в свое время обратили на себя его статьи о Гейне в «Отечественных записках» (1857). В его корреспонденциях из Мюнхена, Лейпцига, Дрездена, Берлина и других мест, печатавшихся в «Московских ведомостях» и «Санкт-Петербургских ведомостях», он сообщал интересные сведения, в том числе о своих знакомствах с выдающимися немецкими писателями, учеными, артистами, художниками.
В 1854 году в Берлине вышли книжные издания переводов Видерта — «Ревизор» Н. В. Гоголя и 1-я часть «Записок охотника» И. С. Тургенева. Ещё две книги — «Избранные сочинения» Н. В. Гоголя (Nikolai Gogol’s Ausgewahlte Werke) и сборник «Песен Кольцова» (Alexei Kolzow’s «Russische Lieder») ему выпустить так и не удалось.
Видерт сотрудничал с фирмой «Брокгауз» в Лейпциге, в 10-м издании энциклопедического словаря им написаны статьи о русских литераторах. Кроме того, Видерт знакомил русскую публику с жизнью Германии. 
Выдержав в 1857 году при Санкт-Петербургском университете испытание на звание учителя немецкого языка и принял российское подданство.
В 1858 году определился младшим учителем в Московскую 3-ю реальную гимназию. В январе 1864 года был утверждён в должности лектора немецкого языка при Харьковском университете, а в 1867 году — руководителем теоретических занятии по немецкому языку при педагогических курсах. Затем был назначен членом испытательной комиссии (которая состояла при том же университете) для ищущих звания домашних учителей и учительниц. В мае 1869 года после сдачи экзамена он был утверждён кандидатом историко-филологического факультета Харьковского университета по отделению классических наук. С 1868 по 1872 год руководил университетским мюнцкабинетом. 
В марте 1875 года был избран и утверждён лектором немецкого языка в Санкт-Петербургском университете; по выслуге 25 лет учебной службы в августе 1883 года оставлен на следующее пятилетие. Одновременно, с 11 марта 1876 по 9 августа 1883 года преподавал немецкий язык в Историко-филологическом институте и с 1878 года был преподавателем в Военно-юридической академии. С 26 апреля 1877 года также состоял членом учёного комитета Министерства народного просвещения.
Скончался в Санкт-Петербурге в чине статского советника 2 (14) мая 1888 года.
Жена — Зинаида Сергеевна (1843—1919). Их сыновья — Владимир (10.01.1865—?), Фёдор.  